# Theodric de Bernícia
Theodric va ser rei de Bernícia, en successió del seu germà Etelric, de l'any 572 al 579.
Theodric va ser un dels dotze fills d'Ida de Bernícia, el primer rei d'aquest país. No hi ha gaire informació sobre la seva vida o el seu regnat. Es diu que Urien, rei de Rheged, va assetjar Theodric i els seus fills durant tres dies, mentre estaven a l'illa de Lindisfarne. Theodric és el governant angle que en les llegendes britanes anomenaven Fflamddwyn, per exemple en el poema gal·lès medieval Gweith Argoed Llwyfain («La batalla d'Argoed Llwyfain» o «La batalla de Leeming Lane») del llibre de Taliesin, que va ser mort en la batalla a mans del fill d'Urien, Owain mab Urien, quan Theodric va demanar ostatges i Owain s'hi va negar.
La data del seu regnat és només una conjectura; les fonts documentals mes antigues difereixen molt pel que fa a l'ordre dels reis que van haver entre Ida i Etelfred, que va governar a partir del 592/593.